# Rodolfo Sabbatini
Rodolfo Sabbatini (Roma, 17 agosto 1927 – Roma, 7 gennaio 1986) è stato un giornalista italiano, organizzatore di eventi e promotore di pugilato a livello internazionale.

## Biografia
Dopo una brevissima attività presso l'amministrazione delle Poste, Sabbatini entra nel giornalismo all'Avanti!, allora diretto da Pietro Nenni, negli anni cinquanta. Si specializza prima nel rugby e poi nel pugilato.
Comincia a pensare di diventare organizzatore di eventi pugilistici dopo le Olimpiadi del 1960, in una piazza romana dominata dalla ITOS (Italiana Organizzazioni Sportive) di Rino Tommasi. Ripiega allora per Napoli dove, l'8 febbraio 1965, allestisce il suo primo match Lamagna-Fontana. Il 2 aprile dello stesso anno già organizza il suo primo evento a Roma, portando sul ring nella stessa serata Nino Benvenuti contro Garland Randall e Sandro Mazzinghi contro il cubano Isaac Logart.
Nel 1970 subentra nella piazza di Roma a Tommasi, che abbandona l'attività di promotore. Al Palasport allestisce il match "mondiale" che consente ad Arcari di conquistare il titolo mondiale dei welter junior WBC contro Adigue e la difesa, un anno dopo, contro Henrique.
Nel 1970 si combatte al Palazzo dello Sport anche il primo incontro mondiale in Italia tra due stranieri, il messicano Vicente Saldívar e il franco-australiano Johnny Famechon, valido per i pesi piuma e il primo match tra Nino Benvenuti e Carlos Monzón. I due grandi pugili combattono di fronte a quasi 14.000 spettatori per un incasso di 73 milioni.
Ben presto Sabbatini si afferma come promotore di eventi di pugilato anche all'estero. Nel 1976, a Monte Carlo, organizza il “mondiale” tra Monzón e Rodrigo Valdéz. L'anno dopo entra in affari con Bob Arum, manager della Top Rank, all'epoca la più importante società di promozione di eventi pugilistici nel mondo. Arum delega a Sabbatini la trattazione dei suoi affari in tutto il continente europeo. La collaborazione con la Top Rank, tuttavia, non si limita all'ambito europeo ma anche nella individuazione dei pugili da far combattere a Las Vegas e ad Atlantic City. 
Oltre ai pugili citati, Sabbatini ha promosso anche match di Víctor Galíndez, Danny Lopez ed Eusebio Pedroza. Al momento della scomparsa aveva appena chiuso le trattative per il match “mondiale” tra Patrizio Oliva e Ubaldo Sacco, in programma a Fontvieille il 15 marzo successivo.
Nel 2006 Rodolfo Sabbatini è stato inserito nella International Boxing Hall of Fame nella categoria dei non pugili.